# Mike Magee
Michael „Mike” Magee (ur. 2 września 1984 w Chicago) – amerykański piłkarz pochodzenia irlandzkiego występujący na pozycji napastnika lub skrzydłowego.